# Lomasontfo Dludlu
Lomasontfo Martha Dludlu, morte le 10 janvier 2011, est une femme politique swazie. En 1993, elle devient la première femme élue au Parlement.

## Biographie
Dludlu grandit dans une zone rurale et ne reçoit pas d'éducation formelle. Elle travaille comme animatrice communautaire et s'occupe de résidents handicapés et d'orphelins.
Bien qu'analphabète, elle se présente aux élections générales de 1993 (en) à Maphalaleni (en). Après avoir battu huit hommes et une femme, elle devient la première femme élue au Parlement. Elle en reste membre jusqu'en 1998.
Elle subit un accident vasculaire cérébral en 2008 et meurt à son domicile le 10 janvier 2011 à l'âge de 64 ans.